# Tennis Australia
Tennis Australia is het besturend orgaan voor tennisactiviteiten in Australië. De organisatie is opgericht voor het bevorderen van tennis in het algemeen, en om in Australië nationale en internationale toernooien te organiseren, waaronder inbegrepen:
- Australian Open
- Brisbane International
- Hobart International
- Hopman Cup
- Sydney International

Tennis Australia bestuurt ook de Australische teams van de Fed Cup en de Davis Cup.

## Geschiedenis
Rond 1877 werd er al getennist in Australië, maar pas in 1904 (tijdens de voorbereidingen voor de Davis Cup) begonnen de tennissers zich te organiseren, met het oprichten van de Australasian Lawn Tennis Association, de voorganger van Tennis Australia.
De organisatie is gevestigd in Melbourne, Victoria, op het Melbourne Park.

## Overige activiteiten
- De week voor het Australian Open vindt de World Tennis Challenge plaats, een demonstratietoernooi voor landenteams met voormalige en actieve spelers (alleen mannen).
- Aan het eind van ieder jaar wordt onder de titel Newcombe Medal een prijs uitgereikt aan de beste Australische speler (m/v), alsmede aan een reeks categorieën zoals junioren, senioren, coaches, clubs, vrijwilligers, tennisscholen, en meer. Deze prijs is een eerbetoon aan elfvoudig grandslamtitelwinnaar John Newcombe.